# Eleição presidencial do Brasil em Rondônia em 2014
O primeiro turno da eleição presidencial brasileira de 2014 foi realizado em 5 de outubro, como parte das eleições gerais naquele país. Neste pleito, os cidadãos brasileiros aptos a votar escolheram reeleger a atual presidente Dilma Rousseff. Nenhum dos candidatos recebeu mais do que a metade dos votos válidos, e um segundo turno foi realizado em 26 de outubro. De acordo com a Constituição, o presidente é eleito diretamente pelo povo para um mandato de quatro anos, podendo ser reeleito uma vez.
Em Rondônia, o candidato tucano, Aécio Neves, recebeu 44,91% dos votos no primeiro turno, e a candidata petista, Dilma Rousseff , ficou com 41,70%, enquanto a candidata do PSB, Marina Silva, recebeu 10,41% dos votos naquele estado. No segundo turno, Aécio Neves manteve a liderança e ficou com 54,85%, enquanto Dilma Rousseff recebeu 45,15% de votos.
1. ↑  «Resultado Folha de S.Paulo»
2. ↑  «Resultado Folha de S.Paulo». eleicoes.folha.uol.com.br